# Eritromicin
Eritromicin je makrolidni antibiotik, ki ima širši spekter protimikrobnega delovanja kot penicilin, in se pogosto uporablja pri bolnikih z alergijo na penicilin. Učinkovit je predvsem proti Grampozitivnim bakterijam in atipičnim povzročiteljem pljučnice, kot so legionele.

## Spekter delovanja
Učinkovit je proti Grampozitivnim bakterijam, spirohetam in klamidijam, ni pa učinkovit proti večini Gramnegativnih bakterij, z izjemo gonokokov (Neisseria gonorrheae) in v manjši meri Haemophilus influenzae. Pri okužbah dihal deluje dobro na netipične organizme, kot so Mycoplasma in Legionella. Odpornost bakterij se lahko pojavi zaradi spremembe vezavnega mesta antibiotika na ribosomu, nadzorovane s plazmidi.

## Mehanizem delovanja
Eritromicin inhibira sintezo beljakovin tako, da se veže na 50S podenoto bakterijskega ribosoma in preprečuje translokacijo transportne RNA (tRNA). Delovanje je lahko bodisi baktericidno bodisi bakteriostatično, kar je odvisno koncentracije antibiotika in vrste mikroba. Zaradi podobne vezave klindamicina in kloramfenikola lahko te tri učinkovine tekmujejo za vezavo, če se jih aplicira hkrati.

## Neželeni učinki
Pogoste so motnje prebavil, ki so predvsem neprijetne, vendar niso nevarne. V redkih primerih se lahko pojavi preobčutljivostna reakcija v obliki kožnih izpuščajev in vročine ter prehodni problemi s sluhom, zelo redko pa zlatenica ob večtedenskem zdravljenju.

## Kemizem
Učinkovina je sestavljena iz 14-členskega laktonskega obroča z 10 asimetričnimi centri ter dveh sladkorjev, L-kladinoze in D-dezoamina, zaradi česar je sintetična proizvodnja otežena.
Eritromicin pridobivajo iz bakterije Saccharopolyspora erythraea, prej znano kot Streptomyces erythraeus.

## Zgodovina
V 50. letih 20. stoletja je farmacevtsko podjetje Eli Lilly and Company kot prvo dalo zdravilo v prodajni obtok, danes pa je znano pod imenom eritromicin etilsukcinat (EES), običajno predpisano predzdravilo. Eritromicin je bil več desetletij edini makrolidni antibiotik v klinični uporabi. V današnjem času njegovo uporabo izpodrivajo učinkovitejši makrolidi, kot sta azitromicin in klaritromicin.